# Rationale Homotopiesphäre
Eine rationale {\displaystyle n}-Homotopiesphäre ist im mathematischen Teilgebiet der algebraischen Topologie eine {\displaystyle n}-dimensionale Mannigfaltigkeit, welche die gleichen rationalen Homotopiegruppen wie die {\displaystyle n}-Sphäre hat. Diese dienen unter anderem dem Verständnis, welche Informationen die rationalen Homotopiegruppen eines Raumes messen oder nicht messen können sowie welche Abschwächungen sich dabei durch Vernachlässigung von Torsion im Vergleich zu den (integralen) Homotopiegruppen des Raumes ergeben.

## Definition
Eine rationale {\displaystyle n}-Homotopiesphäre ist eine {\displaystyle n}-dimensionale Mannigfaltigkeit {\displaystyle \Sigma }, welche die gleichen rationalen Homotopiegruppen wie die {\displaystyle n}-Sphäre {\displaystyle S^{n}} hat:
{\displaystyle \pi _{k}(\Sigma )\otimes \mathbb {Q} =\pi _{k}(S^{n})\otimes \mathbb {Q} \cong {\begin{cases}\mathbb {Z} &;k=n{\text{ wenn }}n{\text{ gerade}}\\\mathbb {Z} &;k=n,2n-1{\text{ wenn }}n{\text{ ungerade}}\\1&;{\text{sonst}}\end{cases}}.}

## Eigenschaften
- Jede (integrale) Homotopiesphäre ist eine rationale Homotopiesphäre.

## Beispiele
- Die {\displaystyle n}-Sphäre {\displaystyle S^{n}} ist trivialerweise eine rationale {\displaystyle n}-Homotopiesphäre.
- Der Pseudokreis (mit einer schwachen Homotopieäquivalenz aus der {\displaystyle 1}-Sphäre) ist eine rationale {\displaystyle 1}-Homotopiesphäre, die keine {\displaystyle 1}-Homotopiesphäre ist.
- Der reelle projektiver Raum {\displaystyle \mathbb {R} P^{n}}ist eine rationale Homotopiesphäre für alle {\displaystyle n>0}. Das Faserbündel {\displaystyle S^{0}\rightarrow S^{n}\rightarrow \mathbb {R} P^{n}}[1] impliziert über die lange exakte Sequenz von Homotopiegruppen,[2] dass {\displaystyle \pi _{k}(\mathbb {R} P^{n})\cong \pi _{k}(S^{n})} für {\displaystyle k>1} und {\displaystyle n>0} sowie {\displaystyle \pi _{1}(\mathbb {R} P^{1})=\mathbb {Z} } und {\displaystyle \pi _{1}(\mathbb {R} P^{n})=\mathbb {Z} _{2}} für {\displaystyle n>1},[3] was bei Rationalisierung verschwindet. {\displaystyle \mathbb {R} P^{1}\cong S^{1}}ist insbesondere die Sphäre.